# Halloween II (film din 2009)
Halloween II este un film slasher din 2009, remake al filmului Halloween II din 1981. A fost regizat de Rob Zombie, cu Sheri Moon Zombie, Tyler Mane și Danielle Harris în rolurile principale.